# 니콜라 포크리바치
니콜라 포크리바치(크로아티아어: Nikola Pokrivač, 1985년 11월 26일 ~ 2025년 4월 18일)는 크로아티아의 전 축구 선수로, 현역 시절 미드필더로 활약했다.

## 클럽 경력

### 바르테크스
포크리바치는 고향 인근의 아마추어 구단 브라츠트보 유로베츠에서 축구를 시작했다. 그는 뒤이어 차코베츠와 바르테크스의 유소년부를 거쳤고, 2004년 여름에 바르테크스 1군으로 승격되었다.
2004년 8월 7일, 그는 자다르를 상대로 바르테크스의 국내 리그 신고식을 치렀다. 포크리바치는 2005년에 소속 구단의 주전 선수로 거듭났다. 그는 소속 구단에서 유럽대항전 몇몇 경기를 치렀는데, 2005년 여름에는 인터토토컵을, 1년 후에는 UEFA컵 예선전 경기를 치렀다. 2006년, 그는 바르테크스 일원으로 2번의 경기에 걸친 흐르바츠키 쿠프 결승전에 출전했는데, 소속 구단은 리예카와 합계 5-5로 비겼지만 원정 다득점에서 밀려 준우승에 머물렀다.

### 디나모 자그레브
그는 바르테크스에서의 인상적인 활약으로 크로아티아의 최고 명문 디나모 자그레브로 2006-07 시즌 겨울 이적 시장에 이적했다. 그는 새 소속 구단에서도 빠르게 주전을 확보해 2007년 크로아티아 리그와 컵 2관왕에 일조했다. 그는 디나모 소속으로 유럽대항전에서 경험을 쌓았는데, 챔피언스리그 예선전과 UEFA컵을 포함하여 2007-08 시즌 전반기에 총 10번의 유럽대항전 경기에 출전했다.

### 모나코
2008년 1월30일, 포크리바치는 프랑스 리그 1의 모나코와 4년 반 계약을 맺고 이적했다. 그는 1-1로 비긴 파리 생-제르맹과의 2008년 2월 23일 원정 경기에서 90분을 소화하며 리그 첫 경기를 치렀다. 그는 이후 2달 동안 소속 구단의 경기에 주전으로 출전했지만, 2008년 4월 19일에 니스와의 원정 경기 막판에 즉시 퇴장 명령을 받았다. 그는 모나코에서 6개월을 보내며 리그 1 경기에 9번 출전했다.
2년차에 모나코에서 주전을 탈환하는데 어려움을 겪던 포크리바치는 3-1로 이긴 낭시와의 2008년 10월 29일 안방 경기에서 첫 리그 1 골을 기록했고, 1골도 도왔다. 1달 후, 그는 1-0으로 이긴 오세르와의 리그 1 경기에서도 결승골을 넣었다. 2009년 3월 4일, 그는 2-0으로 이긴 아작시오와의 쿠프 드 프랑스 16강 원정 경기에서도 득점을 신고했다.

### 레드불 잘츠부르크
2009년 8월 24일, 포크리바치는 오스트리아의 레드불 잘츠부르크와 계약한 것이 발표되었다. 2009년 8월 29일, 그는 카펜베르크와의 경기에서 55분에 지몬 치오머와 교체되어 들어가 분데스리가 첫 경기를 치렀고, 그는 경기를 마무리짓는 소속 구단의 마지막 골이자 1호골도 적립해 4-0 승리에 일조했다.
2009년 9월 26일, 그는 2-1로 이긴 아우스트리아 케른텐과의 원정 경기에서 분데스리가 2호골로 2-1 승리를 일조했고, 7-1로 이긴 케른텐과의 2009년 10월 4일에 열린 또다른 경기에서도 훌륭한 활약을 펼쳐, 전반전에 터진 3골에 모두 관여했다. 그는 처음에 크리스토프 라이트게프의 3분 선제골을 도왔고, 뒤이어 34분에 스스로 골망을 갈랐고, 41분에는 마르크 양코의 골을 도왔다.

### 디나모 자그레브 복귀
2011년 8월 16일, 포크리바치는 디나모 자그레브와 4년 계약을 맺으며 전 소속 구단에 복귀했다.

### 인테르 자프레시치
포크리바치는 2012-13 시즌 겨울 이적시장에서 인테르 자프레시치로 시즌 종료시까지 임대되었다.

### 리예카
2013년 6월 7일, 포크리바치는 리예카와 2년 계약을 맺었다.

### 샤흐테르 카라간디
2014년 여름, 포크리바치는 샤흐테르 카라간디로 이적했다.

## 국가대표팀 경력
포크리바치는 크로아티아 U-21 국가대표팀에서 활약했고, 앞서 U-17 국가대표팀과 U-19 국가대표팀에서도 활약했었다. 그는 국가대표팀 경기에 총 39번 출전했고, 2001년부터 2006년까지 청소년 국가대표팀 경기에서만 3골 기록했다.
2008년 5월 5일, 그는 크로아티아 성인 국가대표팀 경기에 처음 차출되었고, 오스트리아와 스위스에서 열리는 유로 2008 최종 명단에 자신의 이름을 올렸다. 그는 2008년 5월 24일에 리예카에서 열린 몰도바와의 친선경기에서 국가대표팀 첫 경기를 치렀는데, 59분에 니코 코바치와 교체되어 들어가 뛰었다. 유로 2008 본선에서는 폴란드와의 조별 리그 최종전에만 1번 출전했는데, 크로아티아가 1-0으로 이긴 이 경기에서 90분을 소화했다.
포크리바치는 본선 진출이 좌절된 2010년 월드컵 예선전에서도 5번 출전했는데, 카자흐스탄과 잉글랜드를 상대로 2번씩 출전했고, 안도라와의 원정 경기에도 출전했다. 이 중 그가 선발로 출전한 유일한 경기는 잉글랜드와의 웸블리 원정 경기로, 이 경기에서 1-5로 패했고, 그도 전반전이 끝나고 교체되어 나갔다.
포크리바치는 총 15번의 경기에 출전했지만 골맛을 보지 못했다. 그의 마지막 국가대표팀 경기는 2010년 10월에 열린 노르웨이와의 친선경기였다.

## 사생활
포크리바치는 카타리나 포크리바치를 배우자로 맞이해 슬하에 1녀(니카, 2012년생)를 두었다. 그는 호지킨 림프종 진단을 받아 치료를 받았다.

## 경력 통계

### 클럽
출처:
| 구단               | 시즌       | 리그                    | 리그 | 리그 | 컵              | 컵              | 리그컵          | 리그컵          | 대륙 | 대륙 | 합계 | 합계 |
| 구단               | 시즌       | 리그명                  | 출장 | 골   | 출장            | 골              | 출장            | 골              | 출장 | 골   | 출장 | 골   |
| 크로아티아         | 크로아티아 | 리그                    | 리그 | 리그 | 흐르바츠키 쿠프 | 흐르바츠키 쿠프 | 수페르 쿠프     | 수페르 쿠프     | 유럽 | 유럽 | 합계 | 합계 |
| ------------------ | ---------- | ----------------------- | ---- | ---- | --------------- | --------------- | --------------- | --------------- | ---- | ---- | ---- | ---- |
| 바르테크스         | 2002-03    | 프르바 HNL              | 5    | 0    | -               | -               | –               | –               | –    | –    | 5    | 0    |
| 메지무레 차코베츠  | 2003-04    | 드루가 HNL              | -    | -    | -               | -               | –               | –               | –    | –    | 0    | 0    |
| 바르테크스         | 2004-05    | 프르바 HNL              | 20   | 1    | 5               | 0               | –               | –               | –    | –    | 25   | 1    |
| 바르테크스         | 2005-06    | 프르바 HNL              | 28   | 0    | 8               | 1               | –               | –               | 6    | 0    | 42   | 1    |
| 바르테크스         | 2006-07    | 프르바 HNL              | 15   | 0    | 1               | 0               | –               | –               | 2    | 0    | 18   | 0    |
| 디나모 자그레브    | 2006-07    | 프르바 HNL              | 13   | 0    | 4               | 0               | –               | –               | -    | -    | 17   | 0    |
| 디나모 자그레브    | 2007-08    | 프르바 HNL              | 17   | 5    | 1               | 0               | –               | –               | 10   | 0    | 28   | 5    |
| 프랑스             | 프랑스     | 리그                    | 리그 | 리그 | 쿠프 드 프랑스  | 쿠프 드 프랑스  | 쿠프 드 라 리그 | 쿠프 드 라 리그 | 유럽 | 유럽 | 합계 | 합계 |
| 모나코             | 2007-08    | 리그 1                  | 9    | 0    | -               | -               | –               | –               | –    | –    | 9    | 0    |
| 모나코             | 2008-09    | 리그 1                  | 24   | 2    | 3               | 1               | 1               | 0               | –    | –    | 28   | 3    |
| 오스트리아         | 오스트리아 | 리그                    | 리그 | 리그 | ÖFB컵           | ÖFB컵           | 기타            | 기타            | 유럽 | 유럽 | 합계 | 합계 |
| 레드불 잘츠부르크  | 2009-10    | 오스트리아 분데스리가   | 22   | 4    | 1               | 0               | –               | –               | 6    | 0    | 29   | 4    |
| 레드불 잘츠부르크  | 2010-11    | 오스트리아 분데스리가   | 8    | 0    | 2               | 2               | –               | –               | 7    | 1    | 17   | 3    |
| 크로아티아         | 크로아티아 | 리그                    | 리그 | 리그 | 흐르바츠키 쿠프 | 흐르바츠키 쿠프 | 수페르 쿠프     | 수페르 쿠프     | 유럽 | 유럽 | 합계 | 합계 |
| 디나모 자그레브    | 2011-12    | 프르바 HNL              | 11   | 2    | 4               | 0               | –               | –               | 1    | 0    | 16   | 2    |
| 디나모 자그레브    | 2012-13    | 프르바 HNL              | 4    | 0    | 0               | 0               | –               | –               | 1    | 0    | 5    | 0    |
| 인테르 자프레시치  | 2012-13    | 프르바 HNL              | 12   | 0    | -               | -               | –               | –               | -    | -    | 12   | 0    |
| 리예카             | 2013-14    | 프르바 HNL              | 16   | 2    | 2               | 0               | –               | –               | 8    | 1    | 26   | 3    |
| 카자흐스탄         | 카자흐스탄 | 리그                    | 리그 | 리그 | 카자흐스탄컵    | 카자흐스탄컵    | 슈퍼컵          | 슈퍼컵          | 유럽 | 유럽 | 합계 | 합계 |
| 샤흐테르 카라간디  | 2014       | 카자흐스탄 프리미어리그 | 9    | 0    | 2               | 0               | –               | –               | 6    | 1    | 17   | 1    |
| 샤흐테르 카라간디  | 2015       | 카자흐스탄 프리미어리그 | 13   | 0    | 1               | 0               | –               | –               | -    | -    | 14   | 0    |
| 이스라엘           | 이스라엘   | 리그                    | 리그 | 리그 | 이스라엘 전국컵 | 이스라엘 전국컵 | 토토컵          | 토토컵          | 유럽 | 유럽 | 합계 | 합계 |
| 마카비 페타 티크바 | 2015-16    | 이스라엘 프리미어리그   | 0    | 0    | -               | -               | –               | –               | -    | -    | 0    | 0    |
| 크로아티아         | 크로아티아 | 리그                    | 리그 | 리그 | 흐르바츠키 쿠프 | 흐르바츠키 쿠프 | 수페르 쿠프     | 수페르 쿠프     | 유럽 | 유럽 | 합계 | 합계 |
| 슬라벤 벨루포      | 2015-16    | 프르바 HNL              | 7    | 1    | 2               | 1               | –               | –               | -    | -    | 9    | 1    |
| 슬라벤 벨루포      | 2016-17    | 프르바 HNL              | 4    | 0    | 0               | 0               | –               | –               | -    | -    | 4    | 0    |
| 슬라벤 벨루포      | 2017-18    | 프르바 HNL              | 0    | 0    | -               | -               | –               | –               | -    | -    | 0    | 0    |
| 경력 합계          | 경력 합계  | 경력 합계               | 237  | 17   | 36              | 5               | 1               | 0               | 47   | 3    | 321  | 21   |

### 국가대표팀
| 크로아티아 국가대표팀 | 크로아티아 국가대표팀 | 크로아티아 국가대표팀 |
| 연도                  | 출장                  | 골                    |
| --------------------- | --------------------- | --------------------- |
| 2008                  | 5                     | 0                     |
| 2009                  | 6                     | 0                     |
| 2010                  | 4                     | 0                     |
| 합계                  | 15                    | 0                     |

## 수상
메지무레 차코베츠
- 드루가 HNL: 2003-04

디나모 자그레브
- 프르바 HNL: 2006-07,  2007-08, 2011-12
- 흐르바츠키 쿠프: 2007, 2008, 2012

레드불 잘츠부르크
- 오스트리아 분데스리가: 2009-10

리예카
- 흐르바츠키 쿠프: 2014